# الشعب یرید اسقاط النظام

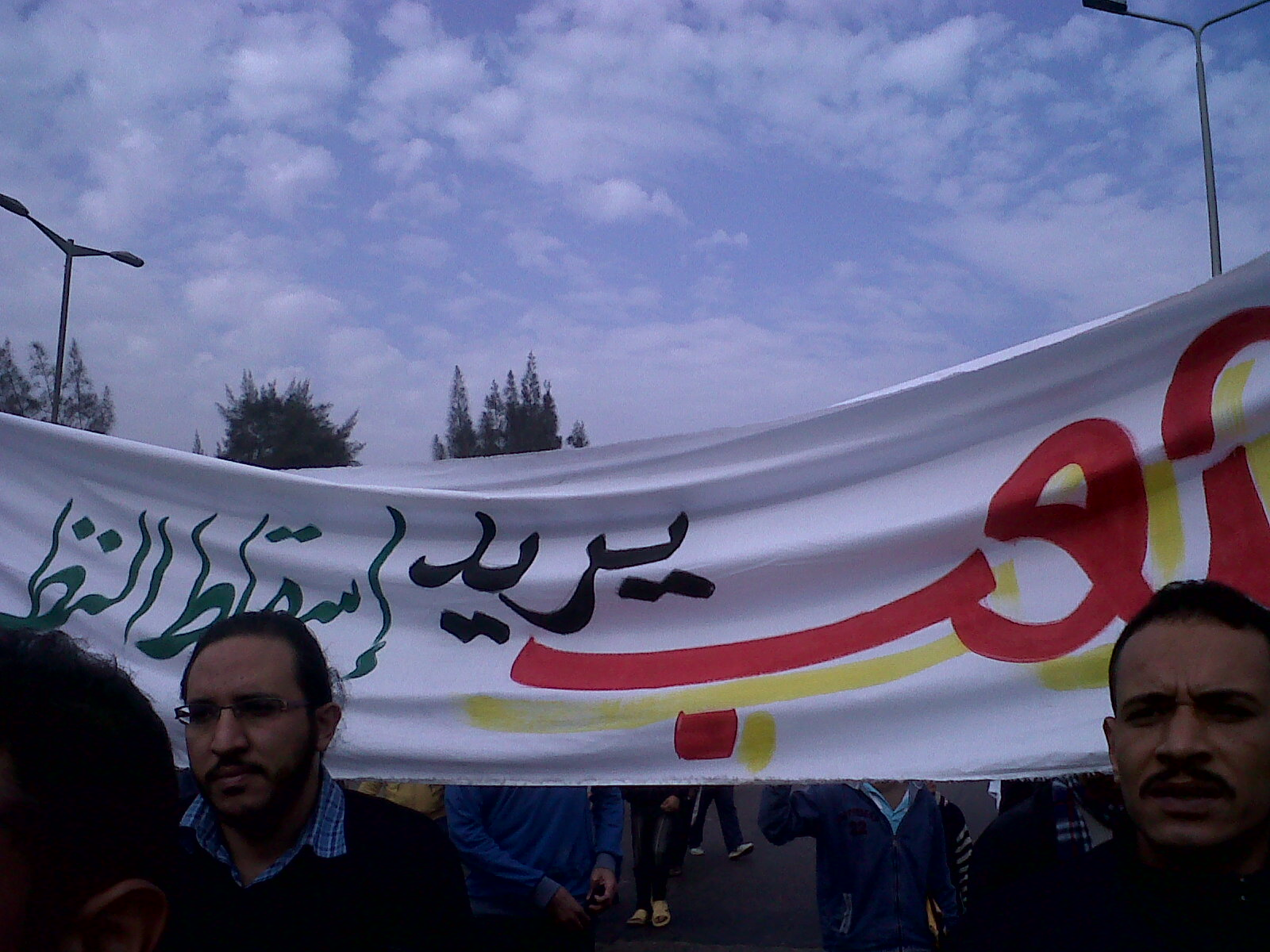
پارچه‌نوشته این شعار در مصر

«الشعب یُرید إسقاط النظام» (به فارسی: ملت سقوط رژیم را می‌خواهد) شعاری سیاسی است که بیشتر انقلابیون و معترضان اعتراضات جهان عرب به کار بردند. این شعار نخستین بار در دسامبر ۲۰۱۰ در انقلاب تونس به کار برده شد و از آنجا به مصر و دیگر کشورهای عربی راه یافت.
شهرت این شعار در جهان به حدی رسید که معترضان آمریکایی جنبش تسخیر وال استریت نیز آن را به کار بردند.